# Tahitańczycy
Tahitańczycy (nazwa własna: Mā’ohi) – rdzenna ludność Tahiti i innych Wysp Towarzystwa w Polinezji Francuskiej, odłam Polinezyjczyków. W 1985 r. ich liczebność wynosiła ok. 100 tys., z czego ok. 6 tys. zamieszkiwało Nową Kaledonię. Posługują się językiem tahitańskim z rodziny polinezyjskiej, w użyciu jest także język francuski. Około 50% Tahitańczyków wyznaje kalwinizm, 30% to katolicy.
Pierwsi przodkowie Tahitańczyków przybyli na Tahiti na przełomie III i IV wieku n.e. W II tysiącleciu n.e. Tahiti było – obok Samoa i Tonga – jednym z najważniejszych ośrodków kultury polinezyjskiej.